# Mary Kom
Chungneijang Mary Kom Hmangte (Kanhathei, 1 de marzo de 1983), más conocida como Mary Kom, es una boxeadora olímpica india de Manipur.

## Primeros años
Kom nació en el pueblo de Kangathei, Moirang Lamkhai en el distrito de Churachandpur, en la zona rural de Manipur, en el noreste de la India. Proviene de una familia pobre. Sus padres, Mangte Tonpa Kom y Mangte Akham Kom eran agricultores arrendatarios que trabajaban en campos de jhum.

## Carrera
Después de su matrimonio, Mary Kom tuvo una breve pausa en el boxeo. Luego que ella y Ongler tuvieron sus primeros dos hijos, Kom comenzó a entrenar nuevamente. Ganó una medalla de plata en el Campeonato Asiático de Boxeo Femenino de 2008 en India y una cuarta medalla de oro consecutiva en el Campeonato Mundial de Boxeo Femenino AIBA en China, seguida de una medalla de oro en los Juegos Asiáticos Indoor de 2009 en Vietnam.
En 2010, Kom ganó la medalla de oro en el Campeonato Asiático de Boxeo Femenino en Kazajistán, y en el Campeonato Mundial de Boxeo Femenino AIBA en Barbados, su quinto oro consecutivo en el campeonato. Compitió en Barbados en la categoría de peso de 48 kg, después de que AIBA hubiera dejado de usar la clase de 46 kg. En los Juegos Asiáticos de 2010, compitió en la categoría de 51 kg y ganó una medalla de bronce. En 2011, ganó el oro en la categoría de 48 kg en la Copa Asiática de Mujeres en China.